# Кілдір (Іллінойс)
Кілдір (англ. Kildeer) — селище (англ. village) в США, в окрузі Лейк штату Іллінойс. Населення — 4091 особа (2020).

## Географія
Кілдір розташований за координатами 42°11′22″ пн. ш. 88°2′55″ зх. д. / 42.18944° пн. ш. 88.04861° зх. д. (42.189317, -88.048537).  За даними Бюро перепису населення США в 2010 році селище мало площу 11,89 км², з яких 11,34 км² — суходіл та 0,55 км² — водойми.

## Демографія
Згідно з переписом 2010 року, у селищі мешкало 3968 осіб у 1263 домогосподарствах у складі 1146 родин. Густота населення становила 334 особи/км².  Було 1312 помешкання (110/км²).
Расовий склад населення:
| - 85,4 % — білих - 11,1 % — азіатів - 0,9 % — чорних або афроамериканців - 0,1 % — вихідців з тихоокеанських островів |

До двох чи більше рас належало 1,7 %. Частка іспаномовних становила 3,2 % від усіх жителів.
За віковим діапазоном населення розподілялося таким чином: 30,5 % — особи молодші 18 років, 60,1 % — особи у віці 18—64 років, 9,4 % — особи у віці 65 років та старші. Медіана віку мешканця становила 44,2 року. На 100 осіб жіночої статі у селищі припадало 98,4 чоловіків;  на 100 жінок у віці від 18 років та старших — 98,8 чоловіків також старших 18 років.
Середній дохід на одне домашнє господарство  становив 212 219 доларів США (медіана — 154 563), а середній дохід на одну сім'ю — 223 129 доларів (медіана — 154 938). За межею бідності перебувало 3,0 % осіб, у тому числі 3,3 % дітей у віці до 18 років та 2,0 % осіб у віці 65 років та старших.
Цивільне працевлаштоване населення становило 1943 особи. Основні галузі зайнятості: освіта, охорона здоров'я та соціальна допомога — 17,6 %, роздрібна торгівля — 16,9 %, науковці, спеціалісти, менеджери — 12,9 %, фінанси, страхування та нерухомість — 12,6 %.